# 论自由
《论自由》（严复译《群己权界论》），是英国哲学家约翰·斯图尔特·密尔出版于1859年的一本功利自由主义哲学著作。密尔在书中将一个以功利主义为原则的伦理学体系推广到社会和国家层面上，并考查了界定权威和自由之间关系的标准。他基于同样的功利主义“最大幸福原则”，强调了个体作为达成伦理学终究目标最高善重要性。密尔还警告说，即便是民主最理想的状态得以实现，也可能会导致多数人的暴政。此外他还提出的基于个人自由之道德准则包括：出版自由、思想自由，以及讨论自由。除此之外，密尔在总结中还提出了还两条针对个人与社会关系的格言，以及在不涉及个人自由情况下，反对政府干涉三条的合乎功利的理由。
《论自由》的影响深远广泛，且一经问世即受到高度评价，被誉为“肯定人类个体的个性不可泯灭的价值最优雅，意义最重大，影响最为深远的宣言”。自由主义的政治理论方面，约翰·洛克的《政府论》（1689年）阐述了自由主义原则关于政府的根本宣言，即“政府必须建立在被治理者的同意之上”；自由主义让人们自行追求他们的个人利益，系统阐述其经济上的益处，要归功于亚当·斯密的《国富论》（1776年）。然而如果现代世界要承认某一本书设定了自由主义的根本道德基础，这本书很可能即是《论自由》。在维多利亚时代仍然保守的政治氛围下，本书对个人自由的激进呼吁使得对它的解读从出版时就一直处于辩论和争议之中。古典自由主义者和自由意志主义者也批评《论自由》中存在的一些论证上的不严密性，以及在对个人和政府角力的描述中对具体的自由定义模糊，而罗尔斯的《正义论》则是希望在不基于功利的基础上论证个人自由的合理性。
《论自由》中的许多经典思想已经成为现代各国自由派政党的政治纲领。从诞生至今的一个多世纪以来，本书已被翻译为多国语言，且至今仍有再版。根据传统，在英国自由民主党党魁交接时，一本《论自由》将作为权利交接的象征递交给继任者。

## 背景
穆尔和妻子哈莉特·泰勒早在1854年就把这本书的主题列入了他们未来的写作计划。1854-1855年冬天，当穆尔在欧洲旅行时，他开始专注于将这一主题独立成书的想法。基本上可以确定，这本书的初稿主干是在1856-1857年间完成的。穆勒在他的《自传》中提到，他和妻子在此之后多次反复修改润色。穆勒自己说：“我的作品中，没有哪本是像它一样谨慎地写作、细致地修改。”原定一八五八年穆勒从印度事务部退休后，这本书的终稿会确定下来，但那年晚些时候穆勒妻子的死亡让他决定不再继续修改。尽管穆勒通常会于再版中大规模的进行修改，但《论自由》“没有做任何的补充或者修改，我永远也不会。”在她去世不久后，本书于1859年出版。

## 內容
《論自由》主張，如果要干預其他人自由，就只有一個合理理由，那就是自衛，而用權力違反文明人意志，只有一個正當理由，那就是防止傷害他人。

### 第一章
第一章为引论。密尔在开头提到，这本著作的主题不是意志自由，而是社会能合法施加于个人的性质和限度。

### 第二章
論思想與討論的自由

### 第三章
論作為幸福其中一個要素之個人的個性

### 第四章
論社會的權威限制個人自由的界線

### 第五章
應用

## 翻譯
- 嚴復譯：《群己權界論》（上海：商務印書館，1903年）。
- 程崇華譯：《論自由》（臺灣：唐山出版社，1986年）。
- 康慨譯：《論自由》（湖南：湖南文藝出版社，2011年）。
- 孟凡禮譯：《論自由》（臺灣：五南，2015年），ISBN：9789571180168。
- 牛雲平譯：《論自由》（香港：商務印書館，2017年）。
- 劉康譯：《講自由》（倫敦：劉康出版社，2022年），ISBN 9781739728564。

## 引用
- 《论自由》，穆勒 著，程崇华 译，北平， 商务印书馆，1959年（白话译本，2005年许宝骙重譯本）
- 《为〈论自由〉》声辩《读书》，1981年第2期,总第23期（页面存档备份，存于）
- 黃克武：〈嚴復對約翰彌爾自由思想的認識：以嚴譯《群己權界論》（On Liberty）為中心之分析（页面存档备份，存于）〉。

1. ↑  Mill, John Stuart.  2. London: John W.Parker & Son. 1860  [2020-02-19]. （原始内容存档于2020-08-18）.
2. ↑  Mill, John Stuart.  3. London: Longman, Green, Longman Roberts & Green. 1864.
3. ↑  John Stuart Mill. Produced by Curtis Weyant, Martin Pettit and the Online Distributed Proofreading Team at http://www.pgdp.net , 编. . The Walter Scott Publishing Co., Ltd. London and Felling-on-Tyne New York and Melbourne. January 10, 2011: 178-179  [2020-02-19]. （原始内容存档于2019-08-11）.
4. ↑  Ebeling, Richard. . The Future of Freedom Foundation. 2001-06-01  [2019-10-09]. （原始内容存档于2019-10-09） （美国英语）. Classical liberals and libertarians have often pointed out that a weak link in Mill’s argument is the vagueness or inconsistency in how he defines the arena within which the individual may claim protection from political infringements on his individual freedom of action.
5. ↑  Books, Five. . Five Books.   [2019-05-18]. （原始内容存档于2019-03-24） （英语）.
6. ↑  J.S., Mill, 2008, 'On Liberty', Cambridge University Press
7. ↑  Wilson 2007, section: Life
8. ↑  Mill, John Stuart (1859). On Liberty. London: John W.Parker & Son.